# Edwin M. Stanton
Edwin McMasters Stanton (Steubenville, Ohio, 1814. december 19., USA — Washington, D.C., USA, 1869. december 24.) amerikai jogász, politikus. Pályája elején jogi karriert futott be, majd az amerikai polgárháború idején, 1860-61 között az Egyesült Államok főügyésze volt. 1862. január 20-án Abraham Lincoln elnök kinevezte hadügyminiszternek. Stanton bürokratikus jártassága és szervezőkészsége hozzájárult a masszív Uniós hadsereg felállításához és a győzelemhez. Több uniós tábornok azonban kritikával illette, mert erélytelen és mások munkájába avatkozott.. Főleg demokrata párti érzelmű volt, de az egységes Unió eszméjéhez mindvégig hű maradt. Fennmaradt egyik híres mondása az északiak hadseregével összefüggésben: „Ennek a seregnek harcolnia vagy futnia kell.” Lincoln második terminusa alatt Stanton benyújtotta a lemondását, de Lincoln nem fogadta el. Az ő nevéhez fűződik a Lincolnt megölő merénylet elkövetője, John Wilkes Booth utáni embervadászat megszervezése.
A merénylet után Andrew Johnson elnöksége alatt is hadügyminiszteri posztot töltött be. Ellenezte Johnson engedékeny politikáját a Konföderáció egykori résztvevőivel szemben. Johnson megpróbálta őt elbocsátani, ami az ellene folytatott impeachment eljárást elindította. Stanton hivatalából való távozása után visszatért a jogi pályához. 1869-ben Johnson utóda, Ulysses S. Grant jelölte a Legfelsőbb Bíróság segédbírájának, de négy nappal a szenátus jóváhagyása után Stanton meghalt.

## Életpályája
Apja David Stanton orvos és kvéker, anyja Lucy Norman Stanton. Edwin Stanton mindössze 13 éves volt, amikor apja meghalt, ő és három fiatalabb testvére özvegy édesanyjukkal maradtak, anyja egy vegyes boltot vezetett, legidősebb fiát, Edwint nem tudta taníttatni, így ő is kereskedéssel foglalkozott éppen úgy mint a szintén szegény származású Abraham Lincoln. Vidékies szülővárosából egy nagyobb városba, az iparosodott Pittsburghba (Pennsylvania) költözött, ott munka mellett kitanulta a jogász mesterséget. Jó hírű ügyvéd lett, Washingtonba került kormányhivatalnoknak. Milliókat takarított meg a kormánynak, amikor leleplezte a kaliforniai földspekulánsokat.
1861-ben, amikor kitört az amerikai polgárháború, nagy gondok voltak a hadügyminisztériumban is, Simon Cameron hadügyminiszter hivatala körül botrányos korrupciós és korrupció gyanús ügyek merültek fel, ezeket leplezték le az újságírók és a politikusok, s arra ösztönözték Lincoln elnököt, hogy váltsa le hadügyi államtitkárát. Papírtalpú csizmák, összefércelt ruhák, romlott hús került a közkatonákhoz a mértéktelen lopások következtében, az elnöknek cselekednie kellett. Lincoln elnök a rá jellemző diplomatikus módszerrel Simon Cameront Szentpétervárra nevezte ki amerikai nagykövetnek, ezzel eltávolította az amerikai politikai hadszíntérről, helyébe Edwin McMasters Stantont nevezte ki hadügyminiszterré, adott esetben az elnök személyes sérelmeit is félretéve hozta meg ezt a döntést, Lincolnt fiatal ügyvéd korában, majd később mint republikánus párti politikust is sokat gúnyolta Stanton, azonban becsületességéhez nem fért kétség, s ahhoz sem, hogy az Uniót egységben akarja látni. Stanton félelmetes energiával látott hozzá a munkához, mindenekelőtt kitakarította a hadügyminisztérium Augiász istállóját, ha parancsait szabotálták, személyesen ellenőrzött, s a vétkes nem állhatott tovább az Egyesült Államok kormányának szolgálatában. Nem volt kellemes főnök, nyers modoráról legendák keringtek, a munkafeladatok teljesítését szigorúan megkövetelte, de saját magát sem kímélte.
Az északiak tengeri blokádja ellen páncélos hajóval próbáltak védekezni a déliek, megépítették a Merrimac nevű páncélos hajót, amellyel sorba süllyesztették el az északiak fából készült fregattjait. Az északiak válaszul megépítették New Yorkban a Merrimac ellenfelét a Monitor nevű páncélos hajót. Stanton attól tartott, hogy az északi kikötők sorra veszélybe kerülnek. Szerencsére még időben készült el a Monitor, elhaladt a James folyón (Virginia) a lánggal égő Congress és a partra futott, megdőlt Minnesota csatahajó mellett és szembeszállt a Merrimac-kel, hosszú csata után meghátrált a Merrimac. 1862-ben a tengeri háború történetében megkezdődött a páncélos hajók háborújának kora, az északi flotta új hőse David Farragut admirális lett.
A szoros együtt-munkálkodás során Stanton és Lincoln közt sajátos barátság szálai szövődtek, becsülték egymás erényeit és hazaszeretetét. Stanton igen becsülte a demokrata érzelmű kiváló hadseregszervező és kiképző George B. McClellan tábornokot, de amikor tapasztalta, hogy habozik harcba szállni és eltiporni a lázadókat, akkor elsők közt követelte McClellan leváltását a főparancsnoki tisztről, még McClellan leváltása előtt kijelentette, hogy a továbbiakban semmi felelősséget nem vállal azért, ami McClellan főparancsnoksága alatt történik. Stanton mellett a hadügyeket vizsgáló republikánus bizottság is McClellan leváltását követelte. Lincoln elnök kompromisszumos módon a Potomac hadsereg élén hagyta meg McClellant vezérőrnagyi beosztásban, s Henry W. Halleck főparancsnoki kinevezéséig Lincoln elnök, Stanton hadügyminiszter, s Stanton idős tanácsadója, Ethan A. Hitchcock tábornok látta el a főparancsnoki teendőket. Lincoln elnök, Stanton hadügyminiszter a polgárháború második felében már látták, kik azok, akik az északiak számára meghozhatják a győzelmet, a tengeren David Farragut admirális, David Dixon Porter tengerésztiszt, a szárazföldön Ulysses S. Grant, William Tecumseh Sherman, és Philip Sheridan. Stanton hamar felismerte, Grant lesz az a főparancsnok, aki az északiak győzelmét kivívhatja.
Lincoln szívesen látogatott a harctérre, ha tehette, számára ez volt a kikapcsolódás, Stanton hadügyminiszter nem lelkesedett Lincoln elnök csatatéri látogatásaiért, 1865 április elején, amikor Richmond az Unió birtokába jutott, Lincoln City Pointből táviratozott Stantonnak, hogy Richmondba látogat, Stanton dühös aggodalommal táviratozott vissza Lincoln elnöknek, hogy nagy személyes kockázatot vállal.
Stanton is ott volt Lincoln beteg ágyánál, miután az elnököt halálos lövés érte, s a merénylet éjszakáját követően 1865. április 15-én reggel 7 óra 22 perckor az elnök elhunyt. Holttestét körbevitték az északi államokon, s számos városban közszemlére tették, ebben nagy része volt Stantonnak is. Lincoln halála után teljes zűrzavar uralkodott el, napvilágot láttak a különböző összeesküvés-elméletek. Stanton egy jól körülhatárolható üzleti lobbi nevében félretolta Andrew Johnson elnököt és szinte diktátorként sújtott le a déliekre. Megtorlások, akasztások, vagyonelkobzások kezdődtek, s a déli földek kiosztása a klientúrának. Stanton Jefferson Davist halálra ítéltette (később Grant elnök amnesztiában részesítette). Végül Andrew Johnson elnök leváltotta Stantont, majd Grant elnöksége idején beválasztották a Legfelsőbb Bíróságba, de mielőtt letette volna a hivatali esküt, elragadta a halál 1869. december 14-én. Stanton korai halálát az is okozhatta, hogy gyermekkorától fogva asztmatikus megbetegedéssel küzdött. Túlélte második felesége, Ellen Hutchison és több gyermeke. Washingtonban helyezték örök nyugalomra az Oak Hill temetőben.

## Emlékezete
Még életében 7 centes postabélyeg jelent meg Edwin M. Stanton arcképével, ezzel a bélyeggel lehetett küldeni Európa különböző országaiba levelet. Az egyszeri kibocsájtásként 1890 és 1893 között létezett, ma már ritkának számító 1890-es és 1891-es szériájú Treasury Note típusú amerikai 1 dolláros államjegyek, azaz állami kibocsájtású papírpénzek előoldalán is szerepelt a képmása. Az Egyesült Államok Capitoliumától négy háztömbnyire található Stanton Park, nemzeti emlékhely. Számos intézmény viseli nevét, köztük Stanton nevét viseli egy felsőoktatási előkészítő iskola (Stanton College Preparatory School) a floridai Jacksonville-ben, Nebraska államban megyét (Stanton County) is elneveztek róla. További iskolák vették fel nevét Jacksonville-ben és Philadelphiában.

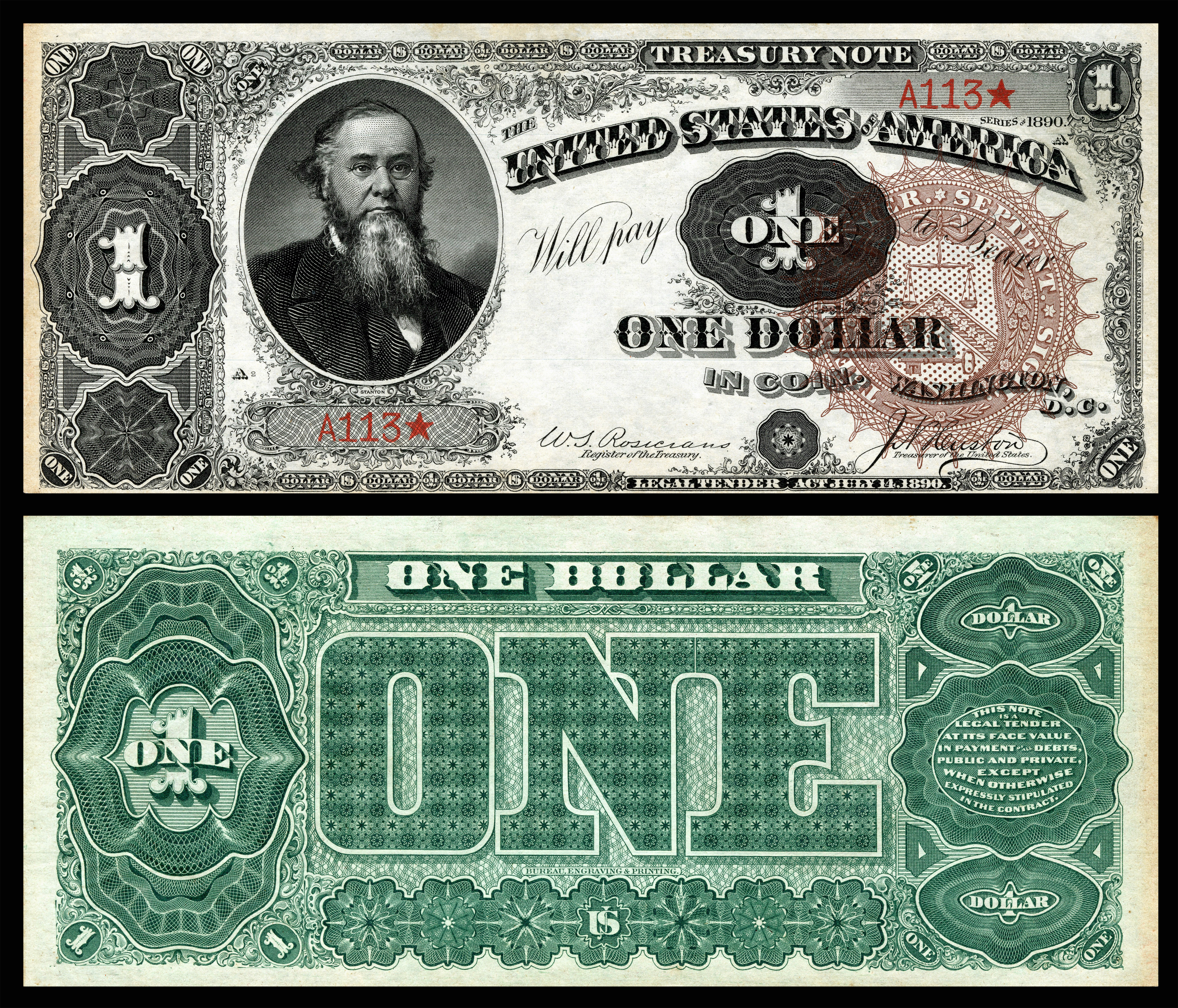
1890-es szériájú Treasury Note típusú 1 dolláros államjegy Edwin M. Stanton portréjával.
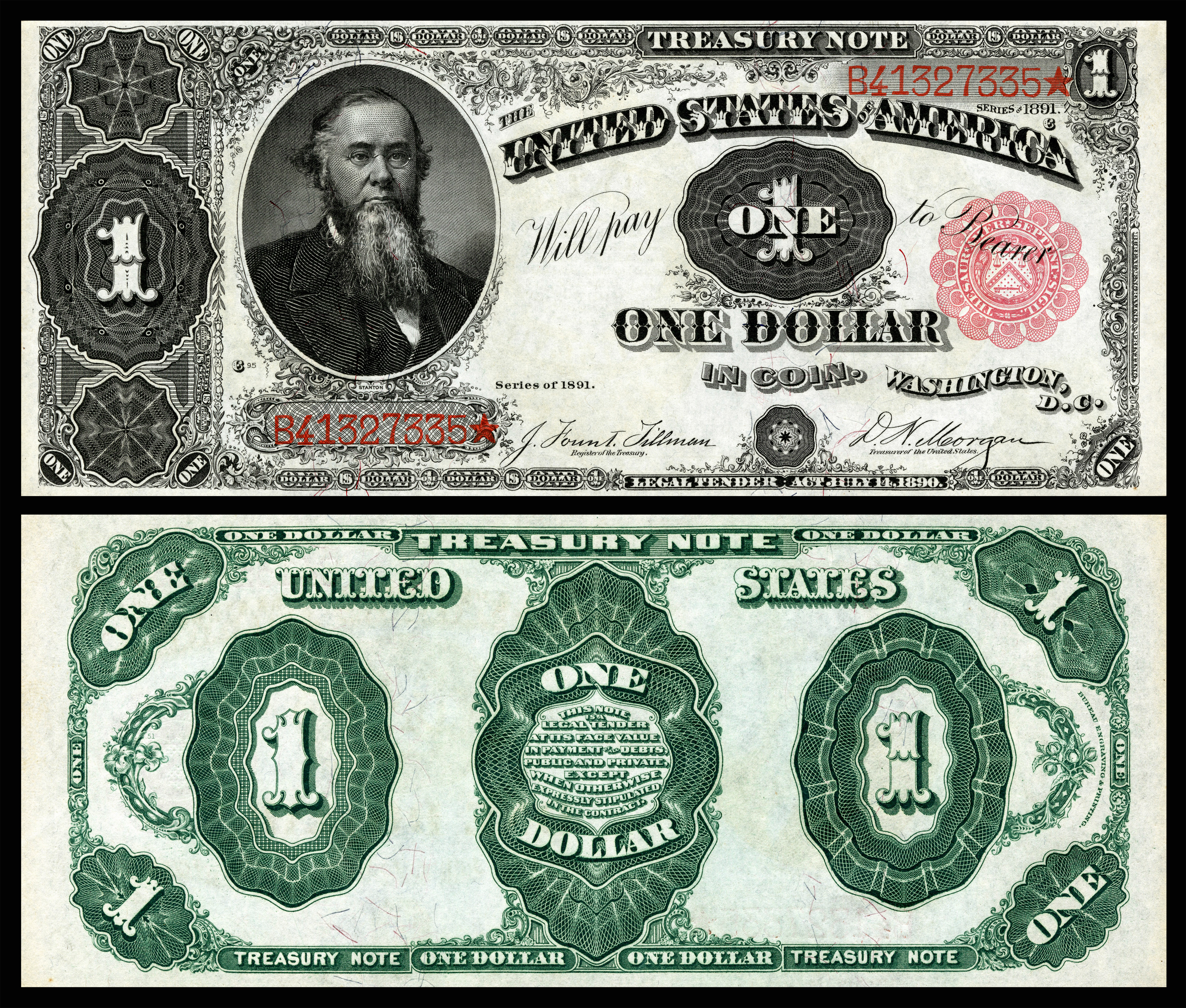
1891-es szériájú Treasury Note típusú, módosított hátoldalú 1 dolláros államjegy Edwin M. Stanton portréjával.